# Николаус III (Мекленбург)
Николаус III фон Мекленбург (на немски: Nikolaus III zu Mecklenburg; * сл. 1230; † 8 юни 1289 или 1290) е от 1246 г. каноник в Шверин и от 1264 до 1289 г. господар на Мекленбург.
Той е третият син на княз Йохан I († 1264) и съпругата му Луитгарт фон фон Хенеберг († 1267), дъщеря на граф Попо VII фон Хенеберг.
Николаус III е от 9 юли 1246 г. каноник в Шверин и на 9 януари 1266 г. в Любек. На 22 февруари 1269 г. той също е свъщеник във Визмар и на 20 делември 1285 г. образува викария в Шверин. След като брат му Хайнрих I († 1302) при поклонението си попада в плен, той заедно с брат си Йохан II († 1299), е опекун на съпругата и децата му.
Николаус III е погребан в катедралата на Доберан.